# دونالد ماكينري
دونالد ماكينري (بالإنجليزية: Donald McHenry)‏ (ولد في 13 أكتوبر 1936) دبلوماسي أمريكي سابق. كان سفير الولايات المتحدة لدى الأمم المتحدة من سبتمبر 1979 حتى 20 يناير 1981.

## روابط خارجية
- دونالد ماكينري على موقع مونزينجر (الألمانية)
- دونالد ماكينري على موقع إن إن دي بي (الإنجليزية)
- دونالد ماكينري على موقع ديسكوغز (الإنجليزية)